# Édouard de Savoie-Achaïe
ne pas confondre avec le comte Édouard de Savoie.
Édouard de Savoie dit de Savoie-Achaïe, né vers 1322 en Piémont et mort en 1395, est un prélat savoyard du XIVe siècle, issu de la maison de Savoie-Achaïe.

## Biographie

### Origines
Édouard (prénommé aussi Adalbert, Azo[réf. nécessaire]) est le fils de Philippe de Savoie-Achaïe, seigneur de Piémont, et de sa seconde épouse Catherine de la Tour du Pin († 1337), fille d'Humbert Ier, dauphin de Viennois. Samuel Guichenon donne pour sa part, par confusion, Isabelle de Villehardouin (1263 † 1312), première épouse de Philippe de Piémont. Sa date de naissance n'est pas connue par les historiens. La tradition donne pour point de repère 1322.
Son demi-frère, Jacques (1315 † 1367), est prince de Piémont. Deux autres, Amédée († 1376) fut évêque de Maurienne et de Lausanne et Thomas (1329 † ap.1360), fut évêque de Turin et d’évêque d'Aoste,,.

### Carrière ecclésiastique
Le jeune prince semble avoir été élevé à la cour du Dauphin avant de rejoindre les ordres.
Édouard de Savoie-Achaïe devient moine de l'ordre de Cluny, en 1346. Le pape Clément VI le nomme chapelain d'honneur, en 1347, puis prieur de Megève. Il semble devenir prieur au monastère du Bourget, à partir de 1360 avant d'être nommé pour diriger l'abbaye bénédictine de Saint-Just, aujourd'hui située en Piémont, en 1366.
Il devient évêque de Belley en 1370, selon Guichenon. Le généalogiste se trompe, il semble qu'Édouard a été nommé le 7 mai 1371,,. Cette nomination lui permet dorénavant d'être en lice pour des sièges plus prestigieux.
Il est transféré à la principauté épiscopale de Sion le 27 novembre 1375, à la suite de l'assassinat de Guichard Tavelli. Il fait son entrée dans l'évêché le 6 janvier 1376,, et cela sert la politique de la maison de Savoie, puisque le comte Amédée VI de Savoie est cousin au second degré. L'évêché de Sion est considéré comme « le plus riche des évêchés savoyards ». L'une de ces premières actions en tant qu'évêque de Sion est d'acheter au comte de Savoie, initiateur de cette idée, « la majeure partie des biens d'Antoine de la Tour », pour 46000 florins. Le seigneur valaisan de la Tour  n'est autre que l'assassin de l'ancien évêque Tavelli. Par cette revente, le comte de Savoie s'attache la fidélité du nouveau prélat en le plaçant dans une situation financière difficile, « obligé de donner en gage [...] tous les châteaux et toutes les terres de son évêché »,, qu'il va devoir rembourser au cours des années suivantes,. Ainsi en 1384, il se reconnait à nouveau « le débiteur du comte ». Par ailleurs, cet achat est également considéré comme une erreur politique du point de vue local.
Les Valaisans se soulèvent contre leur évêque. Son parent, le comte Amédée VI, intervient, incendiant notamment la ville de Sion, et le rétablit sur le siège épiscopal,,.
Il est nommé archevêque-comte de Tarentaise, par le pape, le 21 février 1386,,.
En tant qu'archevêque-comte et parent, il participe au mois d'avril 1392 aux funérailles solennelles du comte Amédée VII de Savoie, mort l'année précédente. Il semble encore mentionné comme participant à un accord entre le nouveau comte de Savoie et les seigneurs de Beaufort et de Salins, en 1394.

### Mort et sépulture
Édouard de Savoie-Achaïe semble mourir en février 1390, selon Guichenon. Toutefois, son successeur, le bressan Pierre IV de Colomb n'est élu archevêque de Tarentaise qu'en août 1395. Le début d'année 1395 semble donc être celle de son décès, notamment pour François Mugnier.
Les historiens avancent qu'il était pressenti comme un candidat sérieux pour devenir cardinal.
Son corps est enterré dans la cathédrale de Moûtiers.